# Gran Premio de Alemania de Motociclismo de 1956
El Gran Premio de Alemania de Motociclismo de 1956 fue la cuarta prueba de la temporada 1956 del Campeonato Mundial de Motociclismo. El Gran Premio se disputó el 22 de julio de 1956 en el Circuito de Solitude.

## Resultados 500cc
John Surtees y Ken Kavanagh no pudieron seguir en la carrera de 500 cc debido a las lesiones sufridas en la carrera de 350cc. Kavanagh ya había decidido que ya no comenzaría con el pilotaje de la peligrosa Moto Guzzi Otto Cilindri. Surtees se mantuvo bien a la cabeza de la general del Mundial ya que sus mayores competidores Walter Zeller y Geoff Duke se retiraron. Surtees solo tenía que sumar cuatro puntos más para convertirse en campeón mundial.
| Pos.    | Piloto              | Equipo     | Tiempo/Retirado | Puntos |
| ------- | ------------------- | ---------- | --------------- | ------ |
| 1       | Reg Armstrong       | Gilera     | 1h 23:16.4      | 8      |
| 2       | Umberto Masetti     | MV Agusta  | + 14.0          | 6      |
| 3       | Dickie Dale         | Gilera     | + 31.8          | 4      |
| 4       | Gerold Klinger      | BMW        | + 1:57.6        | 3      |
| 5       | Eddie Grant         | Gilera     | + 2:04.4        | 2      |
| 6       | Keith Bryen         | Norton     | + 2:06.2        | 1      |
| 7       | Alois Huber         | BMW        | + 3:11.9        |        |
| 8       | Ernst Hiller        | BMW        | + 3:13.2        |        |
| 9       | Jackie Joseph Wood  | Norton     | + 1 Vuelta      |        |
| 10      | Jacques Collot      | Norton     | + 1 Vuelta      |        |
| 11      | Ernst Riedelbauch   | BMW        | + 1 Vuelta      |        |
| 12      | Hans-Günther Jäger  | Norton     | + 1 Vuelta      |        |
| 13      | Peter Knees         | BMW        | + 1 Vuelta      |        |
| 14      | Hans-Joachim Scheel | Norton     | + 1 Vuelta      |        |
| 15      | Ulf Gate            | Norton     | + 1 Vuelta      |        |
| 16      | Berthold Sieler     | Norton     | + 2 Vueltas     |        |
| 17      | Frederick Cook      | Matchless  | + 2 Vueltas     |        |
| 18      | Karl-Heinz Scheifel | Norton     | + 2 Vueltas     |        |
| Ret     | Rod Coleman         | Norton     | Ret             |        |
| Ret     | Karl-Heinz Ewig     | Norton     | Ret             |        |
| Ret     | Richard Thompson    | Matchless  | Ret             |        |
| Ret     | Bruno Böhrer        | Horex      | Ret             |        |
| Ret     | Geoff Duke          | Gilera     | Ret             |        |
| Ret     | Bill Lomas          | Moto Guzzi | Ret             |        |
| Ret     | John Storr          | Norton     | Ret             |        |
| Ret     | Keith Campbell      | Norton     | Ret             |        |
| Ret     | Barry Hodgkinson    | Norton     | Ret             |        |
| Ret     | Walter Zeller       | BMW        | Ret             |        |
| Ret     | Sven Andersson      | Norton     | Ret             |        |
| Ret     | Paul Fahey          | Matchless  | Ret             |        |
| Ret     | Eric Hinton         | Norton     | Ret             |        |
| Ret     | Robert Matthews     | Norton     | Ret             |        |
| Ret     | Günther Borgesdiek  | Norton     | Ret             |        |
| Fuente: |                     |            |                 |        |

## Resultados 350cc
Bill Lomas y August Hobl llegaron primero y segundo en la carrera de 350cc, tal como lo habían hecho el año anterior en el Nordschleife. Ahora empataropn en la general del Mundial, donde Ken Kavanagh y John Surtees cayeron debido a sendas caídas. Dickie Dale quedó tercero.
| Pos. | Piloto            | Moto       | Tiempo/Retirado | Puntos |
| ---- | ----------------- | ---------- | --------------- | ------ |
| 1    | Bill Lomas        | Moto Guzzi | 1h 0:52.5       | 8      |
| 2    | August Hobl       | DKW        | +31"1           | 6      |
| 3    | Dickie Dale       | Moto Guzzi | +45"7           | 4      |
| 4    | Cecil Sandford    | DKW        | +1'10"4         | 3      |
| 5    | Hans Bartl        | DKW        | +2'31"7         | 2      |
| 6    | Bob Matthews      | Norton     | +1 Vuelta       | 1      |
| 7    | John Storr        | Norton     | +1 Vuelta       |        |
| 8    | Keith Bryen       | Norton     |                 |        |
| 9    | Helmut Hallmeier  | NSU        |                 |        |
| 10   | Adelmo Mandolini  | Moto Guzzi |                 |        |
| Ret  | Enrico Lorenzetti | Moto Guzzi | Ret             |        |
| Ret  | Ken Kavanagh      | Moto Guzzi | Ret             |        |
| Ret  | John Surtees      | MV Agusta  | Ret             |        |
| Ret  | Jacques Collot    | Norton     | Ret             |        |
| Ret  | Eddie Grant       | Norton     | Ret             |        |

## Resultados 250cc
Cuarta victoria consecutiva de Carlo Ubbiali en el cuarto de litro. Luigi Taveri y Remo Venturi lucharon entre ellos para jugarse por los dos puestos del podio.
| Pos. | Piloto            | Moto       | Tiempo/Retirado | Puntos |
| ---- | ----------------- | ---------- | --------------- | ------ |
| 1    | Carlo Ubbiali     | MV Agusta  | 1h 02:58.5      | 8      |
| 2    | Luigi Taveri      | MV Agusta  | + 54"2          | 6      |
| 3    | Remo Venturi      | MV Agusta  | + 57"9          | 4      |
| 4    | Hans Baltisberger | NSU        | + 1'49"2        | 3      |
| 5    | Bob Brown         | NSU        | + 2'04"4        | 2      |
| 6    | Roland Heck       | NSU        |                 | 1      |
| 7    | Fritz Klager      | NSU        |                 |        |
| 8    | Horst Kassner     | NSU        |                 |        |
| 9    | Kurt Knopf        | NSU        |                 |        |
| 10   | Günther Beer      | Adler      |                 |        |
| Ret  | Enrico Lorenzetti | Moto Guzzi | Ret             |        |
| Ret  | Cecil Sandford    | Mondial    | Ret             |        |
| Ret  | Helmut Hallmeier  | NSU        | Ret             |        |

## Resultados 125cc
Primera victoria en el Mundial de Romolo Ferri igual que para la Gilera en esta cilindrada.
| Pos. | Piloto             | Moto       | Tiempo/Retirado | Puntos |
| ---- | ------------------ | ---------- | --------------- | ------ |
| 1    | Romolo Ferri       | Gilera     |                 | 8      |
| 2    | Carlo Ubbiali      | MV Agusta  |                 | 6      |
| 3    | Tarquinio Provini  | FB Mondial |                 | 4      |
| 4    | Fortunato Libanori | MV Agusta  |                 | 3      |
| 5    | August Hobl        | DKW        |                 | 2      |
| 6    | Cecil Sandford     | FB Mondial |                 | 1      |
| 7    | Karl Hofmann       | DKW        |                 |        |
| 8    | Alano Montanari    | Ducati     | +1 Vuelta       |        |
| 9    | Marcelo Cama       | Montesa    | +1 Vuelta       |        |
| 10   | Ernst Degner       | MZ         | +1 Vuelta       |        |
| 11   | Adelmo Mandolini   | Ducati     | +1 Vuelta       |        |
| 12   | Karl Lottes        | DKW        | +1 Vuelta       |        |
| Ret  | Pierre Monneret    | Gilera     | Ret             |        |